# Heinrich von Brederode

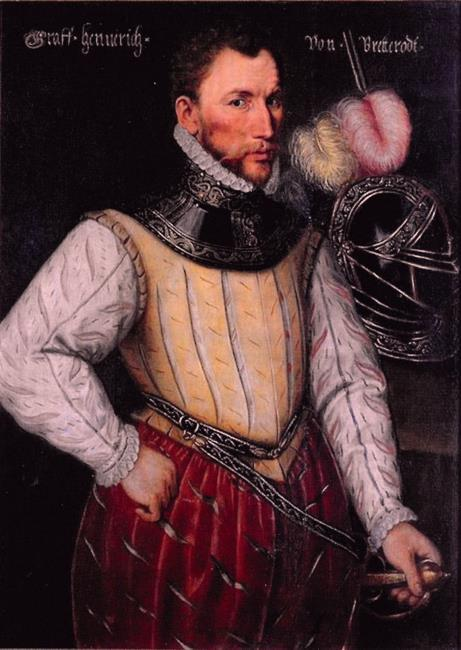
Heinrich von Brederode

Heinrich Graf von Brederode (* 20. Dezember 1531 in Brüssel; † 15. Februar 1568 auf Schloss Horneburg bei Recklinghausen), 12. Herr von Brederode, Burggraf von Utrecht, Souveräner Herr von Vianen, war Vorkämpfer für die Befreiung der Niederländer von der spanischen Herrschaft im Achtzigjährigen Krieg. Brederode war Anführer des Eidverbund der Adligen (niederländisch Eedverbond der Edelen), sowie Führer der Widerstandskämpfer, der Geusen, und trug den Beinamen Große Geuse (De Grote Geus, le Grand Gueux).

## Familie

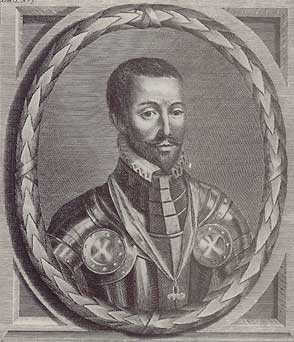
Heinrich von Brederode

Heinrich von Brederode entstammte dem Haus Brederode, einem der vornehmsten Geschlechter Hollands. Er war der Sohn des Reinouds III. van Brederode und der Philippine de la Marck, Tochter von Robert II. de La Marck sowie ein Halbbruder von Lancelot von Brederode. Entgegen seinem Vater führte er aber den Grafentitel von Brederode. 1557 vermählte er sich mit Amalia von Neuenahr-Alpen (1540–1602), Tochter von Gumprecht II. von Neuenahr-Alpen und Cordula von Holstein-Schauenburg. Amalia ehelichte nach Brederodes frühen Tod mit Kurfürst Friedrich III. von der Pfalz.

## Leben und Werk

Heinrich von Brederode überreicht Margarethe von Parma im April 1566 die Bittschrift der Adeligen.

Brederode stand anfangs in Diensten König Philipps II., trat aber später als Anhänger der Reformation und als Führer des Widerstandes gegen die spanische Regierung auf. Er überreichte am 5. April 1566 an der Spitze von 300 Adligen der Statthalterin Margarete von Parma in Brüssel eine Bittschrift, die auf Abschaffung der Inquisition drang.
Von ihm stammt der Vorschlag, die Bezeichnung als gueux (Bettler), die der Minister der Statthalterin, Charles de Berlaymont (1510–1578), spöttisch auf die Bittsteller bezogen haben soll, künftig als Ehrennamen für seine Partei zu verwenden (Geusen).
Brederode war Anführer des Eidverbund der Adligen (niederländisch Eedverbond der Edelen). Dieses Bündnis umschloss hauptsächlich den aus dem Süden der Burgundischen Niederlande stammenden Adel, der im 16. Jahrhundert die Auflösung der Inquisition und eine Entschärfung der Verfolgung von Protestanten forderte. Der Eidverbund spielte eine Rolle im Vorfeld des Achtzigjährigen Krieges. Die nach dem Bildersturm vom August 1566 und der erzwungenen Religionsfreiheit versammelten Konsistorien der „Reformierten“ ernannten Brederode zu ihrem Feldhauptmann. Doch Brederode konnte hier so wenig wie die übrigen Führer der Calvinisten ausrichten. Durch Wilhelm von Oraniens Drängen bewogen, Antwerpen aufzugeben, wandte er sich Anfang 1567 den nördlichen Niederlanden zu. Während sich seine Anhänger der Stadt Hertogenboschs bemächtigten, versuchte Brederode Amsterdam zum bewaffneten Widerstand gegen die spanische Herrschaft zu veranlassen, dessen Generalkapitän er im März 1567 durch Mithilfe der staatsgesinnten Partei und seines Intimus Lenaert Jansz de Graeff wurde. Dennoch gelang es ihm nicht, die Stadt ausreichend militärisch zu organisieren. Nach einem Monat wurde Graf Brederode durch den spanischen Feldherrn Philipp von Noircarmes aus der Stadt vertrieben.
Als kurze Zeit danach die aufständischen Calvinisten von den Spaniern geschlagen waren, versuchte sich Heinrich von Brederode, auf Anraten von Lamoral von Egmond hin, mit Margarete von Parma und deren Regierung auszusöhnen. Nachdem dieses Unternehmen misslungen war, musste Brederode im April 1567 nach Emden flüchten. Im Frühjahr 1568 verstarb er auf Schloss Horneburg bei Recklinghausen. Sein Leichnam wurde zunächst in Gemen begraben und 1602 nach Alpen überführt, wo er an der Seite seiner Ehefrau Amalia seine letzte Ruhestätte fand. Da Brederode keine Erben hatte, fiel der Großteil der Besitzungen an seinen Cousin Reinoud IV. van Brederode, der ab 1568 13. Herr von Brederode war.
Das Leben und Werk Brederodes und auch seines Freundes Lenaert Jansz de Graeff diente Jaap van de Wal als Vorlage und Inhalt des historischen Romans De Grote Geus.